# Посадово (Гостыньский повет)
Посадо́во (пол. Posadowo) — село в Польше, входит в гмину Кробя Гостыньского повята Великопольского воеводства. В 1975 — 1998 гг. входило в состав Лешненского воеводства. Как территориальная единица Посадово является солецтвом. Располагается село к востоку от центра гмины, Кроби, к югу от центра повята, Гостыни, и к югу от центра воеводства, Познани, ближайшие к Посадову сёла: Потажица и Сулковице. Численность населения — 269 человек (на 2009 год). Посадово является частью исторической области Бискупины, её жители — представители субэтнической группы бискупян.
Посадово находится на территории парафии (прихода) Святого Николая в Кроби, относящегося к Кробскому деканату Познанской архиепархии.